# Schloss Wil
Das Schloss Wil oder Schloss Wyl ist ein Schloss im Ort Schlosswil der Gemeinde Grosshöchstetten im Kanton Bern, Schweiz. Es war bis zum 31. Dezember 2009 Sitz des Regierungsstatthalters des Amtsbezirks Konolfingen.

## Geschichte
Die Herrschaft Wil gehörte ursprünglich den Freiherren von Wiler, die 1146 in Verbindung mit den Zähringern erwähnt werden. Später zersplitterten sich Herrschaftsrechte und Gebäudeanteile, bis 1514 Burkhard von Erlach die Teile wieder vereinigte. Im 17. Jahrhundert war das Gut im Besitze der Familie von Diesbach, ab 1719 der Familie Frisching. Mit dem Untergang der Stadt und Republik Bern 1798 gingen die Herrschaftsrechte der Patrizier an den Kanton Bern. Nach 1800 diente der Bergfried lange Zeit als Kornspeicher. 1812 kaufte der Staat Bern die Domäne und richtete hier den Sitz der Verwaltung des neu geschaffenen Amtsbezirks Konolfingen ein. 2011 wurde das Schloss im Rahmen der kantonalen Verwaltungsreform an den Unternehmer Matthias Steinmann verkauft.
Niklaus von Wattenwyl errichtete nach dem Brand der Burg im Jahr 1546 das Schloss neu unter Einbezug des Bergfrieds. Um 1725 wurde ein reicher französischer Garten angelegt, wovon noch Terrassenmauern, Wegsysteme, ein Weiher, eine kleine Allee und ein Baumrondell auf der Westseite, vor allem aber die 500 Meter lange Hauptallee mit abschliessendem Baumsaal, erhalten sind. Die beiden Gartenpavillons sind Reste ehemaliger Ecktürmchen der mittelalterlichen Ringmauer. 1780 wurde die Hauptfassade barockisiert. Eine umfassende Restauration wurde in den Jahren 1936 und 1937 vorgenommen.
Das Schloss ist seit 2011, wie Schloss Ursellen in Konolfingen seit 1980 auch, in Unternehmensbesitz der Berakom AG und wird verwaltet durch die Steinmann-Stiftung. Schloss Wil ist für die Öffentlichkeit zugänglich.